# 傅鍾文
傅 鍾文（ふ しょうぶん、1903年 - 1994年）は、楊式太極拳の楊澄甫の親戚。
子に傅声遠、孫に傅清泉、弟に傅宗元がいる。
幼いころに、楊澄甫に楊式太極拳を学んだ。
1944年、上海において「上海永年太極拳社」を設立した。
上海を拠点に、中国の国内・国外に出向き、太極拳を広めた。
著書には、「太極刀」(1959年)「楊式太極拳」(1963年)があり、日本、アメリカ、ドイツ、フランスなどで翻訳されている。
弟の傅宗元も、上海で太極拳を指導した。後年は、永年に戻り、地元の楊式太極拳の後継者育成に尽力した。 
日本では「傅 鐘文」と記述される事が殆どであるが、「鐘」は誤りで「鍾」が正しい。
これは、簡体字で書いた場合「鐘」と「鍾」は同じ金ヘンに中という記述になる事によるものと思われる。